# Ringbergs krukmakeri
Ringbergs krukmakeri var ett krukmakeri och kakelugnsmakeri i Sölvesborg, grundat i början av 1800-talet av Petter Ringberg (1781–1840).
Verkstaden övertogs senare av Petters son Gustaf Ringberg (1825–1888) och därefter av dennes son August Ringberg (död 1928) varefter verksamheten lades ned. Tillverkningen bestod förutom av kakelugnar främst av hushålls- och prydnadsvaror i blyglaserat lergods.